# Св. св. Кирик и Юлита (Галатища)
„Св. св. Кирик и Юлита“ (на гръцки: Aγίων Kηρύκου και Iουλίττης Γαλατίστης) е възрожденска православна църква край паланката Галатища, Халкидики, Гърция, част от манастира „Света Анастасия Узорешителница“..

## История
Църквата е построена в ΧΙΧ век и е изписана в 1830 или 1843 година от представителя на Галатищката художествена школа Георгиос Атанасиу.
В 1981 година храмът е обявен за защитен паметник на културата.